# Chris Murray (homme politique)
Christopher Murray (né en 1987 ou 1988) est un homme politique du Parti travailliste britannique qui est député d'Édimbourg-Est et de Musselburgh depuis 2024. 

## Jeunesse et éducation
Murray est le fils de la famme politique travailliste écossaise Margaret Curran. Il grandit à Glasgow et fréquente la Shawlands Academy. Il étudie ensuite le français et l'allemand à l'Université d'Oxford, puis à la London School of Economics et à l'Université Harvard en tant que John F. Kennedy Fellow.

## Carrière
Murray commence sa carrière en tant qu'assistant de la femme politique travailliste Harriet Harman, occupant ce poste pendant deux ans. Harman soutient ensuite la campagne de Murray pour les élections parlementaires de 2024 et fait campagne à ses côtés à Édimbourg. En 2014, il commence à travailler comme attaché à l'ambassade du Royaume-Uni à Paris. Il reste dans ce poste pendant quatre ans. Il est ensuite conseiller en diplomatie économique à l'OCDE.
Après avoir quitté la diplomatie, il travaille comme conseiller principal en relations gouvernementales pour l'association caritative Save the Children et est chercheur au sein du groupe de réflexion IPPR Scotland. Murray est également président de l'association caritative Refugee Survival Trust et siège au conseil consultatif de These Islands, un groupe de réflexion produisant des recherches en faveur du syndicalisme britannique,.
En mai 2022, il est responsable des politiques de migration à la Convention des autorités locales écossaises.
Murray est élu député de la circonscription d'Édimbourg-Est et Musselburgh lors des élections générales de 2024 au Royaume-Uni. Il remporte le siège face à Tommy Sheppard, membre du Parti national écossais.